# Lamech (discendente di Caino)

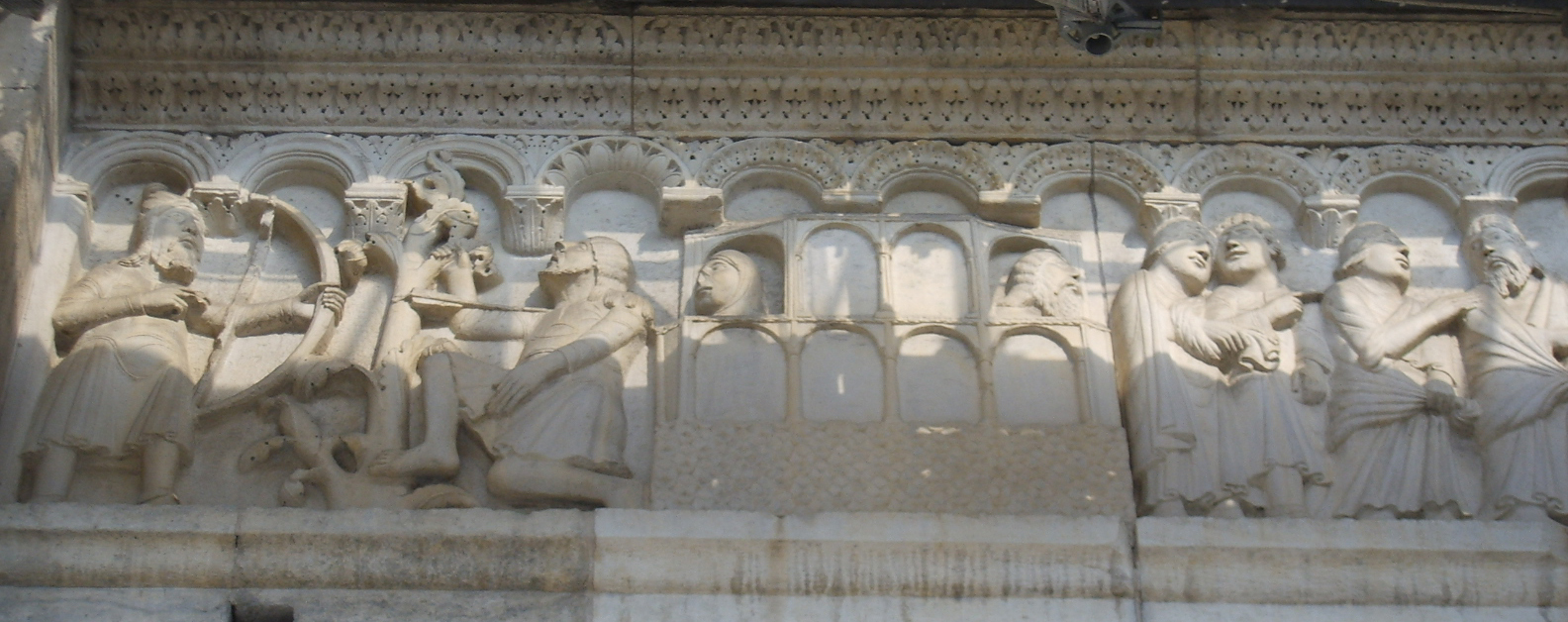
Lamech uccide Caino (a sinistra), bassorilievo di Wiligelmo a Modena

Lamech è un personaggio dell'Antico Testamento.
In Genesi 4,18 è il quinto discendente di Caino, figlio di Metusael. Per primo egli inaugura la poligamia prendendosi due mogli, Ada e Zilla, che gli danno quattro figli: Iabal, Iubal, Tubal-cain e Naama. Si tratta di una stirpe di operosi artigiani e lavoratori: Iabal è detto essere il "padre di quanti abitano sotto le tende presso il bestiame", cioè dei pastori nomadi; Iubal è detto "padre di tutti i suonatori di cetra e di flauto", cioè l'inventore della musica; Tubalkàin invece è "il fabbro, padre di quanti lavorano il rame e il ferro".
Lamech è un personaggio violento e vendicativo, che inaugura la vendetta personale o faida, sproporzionata rispetto all'offesa, che la Bibbia condanna ponendo l'accento sul suo bestiale canto, traboccante d'odio (Genesi 4,23-24):
Secondo leggende ebraiche molto posteriori alla redazione del testo biblico, Lamech da vecchio sarebbe divenuto cieco e si faceva accompagnare a caccia da un ragazzo che gli indicava la selvaggina. Un giorno però, cacciando in questo modo, avrebbe ucciso con una freccia il suo antenato Caino.